# Procédures relatives au bail commercial
Le bail commercial étudié en cet article, concerne exclusivement celui qui a été conclu ou renouvelé depuis le 1er septembre 2014, en application du décret du 3 novembre 2014 répertorié sous Identifiant Européen de la Législation (European Legislation Identifier, ELI).   
Depuis le 1er janvier 2020, en matière civile, le recours à un Avocat est obligatoire pour l'ensemble des questions relatives aux baux commerciaux (de même pour les contestations relatives à la fixation du prix du bail révisé ou renouvelé). En cette matière, les parties sont donc tenues de constituer Avocat devant le tribunal judiciaire. Ce principe a été fixé par l'article 4 du décret n° 2019-1333 du 11 décembre 2019 réformant la procédure civile.  

## Procédure préalable
Il s'agit des phases dont on use habituellement en matière de résolution des conflits, ainsi la médiation, la conciliation, l'application d'une clause d'arbitrage, d'une clause compromissoire, d'un pacte commissoire. La bienveillante Cour a statué sur cette question épineuse : «Et attendu qu’ayant relevé que la clause, par laquelle les parties convenaient préalablement à toute instance judiciaire de soumettre leur différend à un conciliateur qui sera missionné par le président de la chambre des notaires, constituait une fin de non-recevoir qui s’impose au juge et que cette procédure de conciliation préalable obligatoire n’avait pas été respectée, c’est à bon droit que la cour d’appel, abstraction faite du motif tiré de ce que cette procédure n’avait pas été menée à son terme, a déclaré irrecevables les demandes».

### Médiation
La médiation résulte des articles 131-1 à 131-5 du code de procédure civile.

## Procédure civile proprement dite

### Compétence

#### En fonction du lieu
La juridiction territorialement compétente est celle du lieu de situation de l'immeuble ; on parle de la compétence ratione loci.

#### En fonction de la matière
En droit des baux commerciaux, les contestations relatives à l'application du statut des baux commerciaux sont de la compétence du tribunal judiciaire (ou d'une chambre spécialisée) : 
« I. − En matière civile, les tribunaux judiciaires spécialement désignés sur le fondement de l'article L. 211-9-3 connaissent seuls, dans l'ensemble du département ou, dans les conditions prévues au III de l'article L. 211-9-3, dans deux départements, de l'une ou plusieurs des compétences suivantes :
..
2° Des actions relatives aux baux commerciaux fondées sur les articles L. 145-1 à L. 145-60 du code de commerce ; »,  
A titre d'exemples :
- La clause d'adhésion obligatoire[note 2] contenue dans le bail commercial devant être considérée comme réputée non écrite, puisque portant atteinte à la propriété commerciale et à la liberté de cession de son fonds de commerce, le litige, qui est relatif à la validité et à l'exécution de l'engagement contenu dans le bail commercial au regard du statut des baux commerciaux, relève de la compétence exclusive du tribunal de grande instance[Jurisprudences 1].

### Estoppel
En application de la théorie prétorienne de l'estoppel, il existe un principe selon lequel nul ne peut se contredire au détriment d'autrui. Ainsi, l'adage juridique retrouve ici toute sa vigueur : « non concedit venire contra factum proprium » et ce, par simple application du principe de cohérence. La contradiction au détriment d'autrui, dans un même ensemble procédural, est de nature à induire l'adversaire en erreur, et emporte fin de non-recevoir au sens de l'article 122 du code de procédure civile.
Ainsi, la société, qui a soutenu dans ses conclusions que le congé donné pour l'échéance triennale devait respecter le délai imposé par l'article L145-9 du code de commerce, n'est pas recevable à soutenir, devant la Cour de cassation, un moyen contraire à ses écritures. Cette sanction conduit de facto à ouvrir à la victime un droit à réparation pour le préjudice causé par un manquement à la bonne foi, concrétisé par un changement brutal d'attitude de la part du plaideur ou du cocontractant.

### Exception d'inexécution
L'exception d'inexécution résulte de l'article 1219 du Code civil : « Une partie peut refuser d'exécuter son obligation, alors même que celle-ci est exigible, si l'autre n'exécute pas la sienne et si cette inexécution est suffisamment grave. ». Le critère de gravité demeure fondamental puisqu'en effet, le magistrat doit relever l'absence (ou non) de gravité du manquement du bailleur.
A titre d'exemples :
- le contrat de bail ne transférait pas au preneur la charge de réaliser le dispositif d'extraction des fumées, nécessaire, aux termes de la réglementation, à l'exploitation des locaux conformément à leur destination ; de plus le preneur n'avait pas été informé des difficultés techniques qui devaient s'attacher à la conduite de tels travaux dans les lieux loués ; ainsi, la bailleresse a manqué à son obligation de délivrance et le preneur a pu valablement invoquer l'exception d'inexécution[Jurisprudences 2] ;
- Cette exception peut être invoquée par le preneur pour refuser de payer le loyer dès lors que le manquement du bailleur rend impossible ou difficile l'usage des locaux conformément à la destination contractuelle ; le juge doit relever que le logement est impropre à l'usage auquel il était destiné[Jurisprudences 3].

### Exception de nullité et Fins de non recevoir
L'exception de nullité vise à opposer la nullité du contrat en défense à une action en justice qui tendrait à l'exécution de celui-ci. Selon l'adage quae temporalia sunt ad agendum perpetua sunt, ad excipiendum, l'exception de nullité, à la différence de l'action en nullité, est perpétuelle.
L'exception de nullité ne peut être invoquée que pour faire échec à la demande d'exécution d'un acte juridique qui n'a pas encore été exécuté ; principe désormais posé par l'article 1185 du Code civil dont les termes sont : « L'exception de nullité ne se prescrit pas si elle se rapporte à un contrat qui n'a reçu aucune exécution. »
A titre d'exemples :
- Le mémoire préalable doit mentionner les noms des représentants légaux des parties ; cette mention qui relève du régime des exceptions de nullité et non pas de celui des fins de non-recevoir, doit avoir été présentée devant le premier juge[note 4] sous peine d'irrecevabilité de la demande[Jurisprudences 4].

### Intérêts légaux
Aux termes des dispositions de l'article 1343-2 du Code civil, les intérêts échus, dus au moins pour une année entière, produisent intérêt si le contrat l'a prévu ou si une décision de justice le précise.
A titre d'exemples
- aux termes de ce texte, la capitalisation[note 5] des intérêts n'est pas de droit et ne sera pas ordonnée[9].

### Inopposabilité
La sanction en cas d'infraction au bail est dans la majorité des cas la résiliation ou-et le refus de renouvellement mais l'action en inopposabilité est d'une pratique courante.
A titre d'exemples :
- cession irrégulière : le bailleur peut agir à la fois contre le cessionnaire, qui devient un occupant sans droit ni titre en expulsion par une saisine du magistrat des référés, et contre le cédant, qui reste le seul preneur[note 6], en résiliation et-ou refus de renouvellement.

### Juge des référés
En application de l'article 808 du code de procédure civile, le moyen tiré de l'existence d'une contestation sérieuse portant sur la validité des commandements de payer, ne constitue pas une exception de procédure, mais un moyen de nature à faire obstacle aux pouvoirs du juge des référés.
Le juge des référés ne peut condamner au paiement d'une indemnité, seule une provision peut être accordée ; en effet,une demande en paiement d'une indemnité est irrecevable devant le juge des référés qui ne peut allouer qu'une provision à valoir sur le montant définitif.
Le juge des référés peut, en l'état d' un rapport d'expertise judiciaire qui constate que l'origine des désordres ne résulte ni de la réalisation de travaux par le locataire ni d'un défaut d'entretien qui lui serait imputable, décider que ledit locataire a le droit de se prévaloir de l'exception d'inexécution de sorte que sa demande en suspension rétroactive du paiement des loyers et des charges à compter de cette date ne se heurte à aucune contestation sérieuse.

### Nullité
Est nulle, dès lors que le preneur en subit un grief, l'assignation délivrée à ce dernier à l'adresse des lieux loués alors que le bail stipulait que les parties faisaient élection de domicile en leurs demeures respectives dont l'adresse était indiquée.

### Prescriptions
En application de l'article 2232 du Code civil : « Le report du point de départ, la suspension ou l'interruption de la prescription ne peut avoir pour effet de porter le délai de la prescription extinctive au-delà de vingt ans à compter du jour de la naissance du droit. »

#### Prescription biennale
Par application de l'article L145-60 du code de commerce, toutes les actions exercées en application du statut se prescrivent par deux ans ; certes, la prescription ne saurait conduire à des résultats que l'équité désavouerait selon le code justinien, la prescription serait « impium praesidium",.
A titre d'exemples :
- le juge du fond n'est pas tenu de soulever d'office la prescription[Jurisprudences 9] ;
- le point de départ du délai de la prescription biennale applicable à la demande tendant à la requalification d'une convention en bail commercial court à compter de la date de conclusion du bail ; elle ne court donc, ni à compter du congé délivré par le bailleur, ni de la date à laquelle s'est posée la question de la nature juridique du bail[Jurisprudences 10] ;
- le délai de l'action en paiement de l'indemnité d'occupation fondée sur l'article L145-28 du code de commerce ne peut commencer à courir avant le jour où est définitivement consacré, dans son principe, le droit du preneur au bénéfice d'une indemnité d'éviction[Jurisprudences 11] ; la prescription n'atteint pas seulement les créances anciennes depuis plus de deux ans, mais entraîne l'extinction totale du droit à réclamer cette indemnité[Jurisprudences 12] ;
- le délai de la prescription biennale est toujours interrompu par la notification d'un mémoire, puis par la délivrance de l'assignation, dont les effets interruptifs se prolongent jusqu'à l'extinction de l'instance civile[Jurisprudences 13] ;
- le délai de prescription de l'action en rétractation de l'offre de renouvellement du bail pour motif grave et légitime court à compter du jour où le bailleur a eu connaissance de l'infraction (en l'espèce l' exercice d'activités non autorisées) qui fonde son refus[Jurisprudences 14] ;
- le locataire qui entend solliciter le paiement d'une indemnité d'éviction doit agir avant l'expiration du délai de deux années ; le point de départ du délai de prescription est le jour où le refus de renouvellement est notifié, peu important que cette date soit antérieure au terme du bail[Jurisprudences 15] ; le fait que le congé ait été contesté par conclusions du preneur dans le délai de deux ans, répond à cet impératif[Jurisprudences 16] ;
- le délai de prescription d'une action en contestation de la validité d'un congé comportant refus de renouvellement et refus d'indemnité d'éviction n'est pas suspendu par le placement du locataire en redressement ou liquidation judiciaire[Jurisprudences 17] ;
- la contestation du congé et la demande d’une indemnité d’éviction par conclusions d’Avocat, même faite sous la forme d’une demande additionnelle, produit une interruption de la prescription biennale[Jurisprudences 18],[note 9] ;
- le jugement de redressement judiciaire n'a d'effet interruptif que sur une instance déjà engagée et le délai, dans lequel l'action en contestation de la validité d'un congé sans offre de renouvellement ni d'indemnité d'éviction peut être exercée par le locataire, n'est pas suspendu par son placement en redressement ou liquidation judiciaire[Jurisprudences 19].

#### Prescription quinquennale
Le contrat de bail qui aurait été conclu sous l'empire d'une erreur, d'un dol ou de violence est nul mais il appartient à la victime du vice de demander cette annulation en justice. Le délai pour agir en nullité pour vices du consentement est de cinq ans. La confirmation par la victime de l'acte nul est aussi toujours soumise mais il faut que le vice ait cessé ; étant précisé que la confirmation ne se présume pas.
L’adage « quae temporalia sunt ad agendum perpetua sunt ad excipiendum» vise à régler le point de droit selon lequel l'accomplissement du délai de prescription n’ éteint que l'action en nullité mais aucunement le droit d'opposer une exception en défense à toute action principale.
Toutefois le droit à l’exception est perpétuel mais l’autre partie peut toujours invoquer la règle adjacente selon laquelle l’exception ne peut être invoquée que pour faire échec à la demande d'exécution d'un acte juridique qui n'a pas encore été exécuté,. Sur ce point épineux, la doctrine est réservée puisqu’en effet le bail est un contrat à exécution successive donnant lieu, pour chacune des parties, à des prestations qui s'échelonnent dans le temps et qui sont fragmentées.
A titre d'exemples :
- le locataire (Avocat) soutient par conclusions tardives que le bail était nul du fait de la différence de 32 m2, soit 30 % de la superficie mentionnée dans le bail, cependant la cour de cassation, relevant que la cour d'appel a souverainement retenu que : cette différence ne pouvait échapper à une personne travaillant quotidiennement dans les lieux, décide que l'action en nullité est prescrite[Jurisprudences 22],[Jurisprudences 23] ;
- l'irrecevabilité de l'exception de nullité de l'assignation peut être présentée pour la première fois en cause d'appel, mais non l'exception de nullité de l'assignation, faute d'avoir été soulevée simultanément avec l'exception d'incompétence, conformément à l'article 74 du code de procédure civile[Jurisprudences 24].

#### Suspension et interruption
La prescription n'est pas un acte inéluctable et peut donc être interrompue ou suspendue. En cas d'interruption, un nouveau délai recommence à courir à compter de la date de l'acte interruptif. La suspension est plus rare.
A titre d'exemples, la fraude du bailleur a pour effet de suspendre la prescription ; il s'agit en effet de l'application de l'adage Fraus omnia corrumpit, devenu un principe juridique.
A titre d'exemples :
- La cour d’appel aurait dû rechercher si en refusant de conclure un contrat de bail commercial et en signant un contrat faussement intitulé "Contrat de prestations de services" quand le locataire disposait d’un véritable local stable, d’une clientèle personnelle et d’une autonomie de gestion, la société bailleresse n’avait pas pour but exclusif de contourner le statut des baux commerciaux ; il en résulte que la fraude avait suspendu la prescription biennale[Jurisprudences 25].

### Répétition de l'indu (action en)
La répétition de l'indu est exclue lorsque les sommes ont été versées en exécution d'une décision de justice devenue irrévocable ; cependant, l'autorité de la chose jugée ne peut être opposée lorsque des événements postérieurs sont venus modifier la situation antérieurement reconnue en justice.

### Réputation non écrite
Toute clause interdisant la résiliation à l'expiration d'une période triennale est réputée non écrite, en application de l'article L145-15 du code de commerce. Ainsi, la loi a substitué la nullité par le réputé non écrit, Il en résulte nécessairement que les actions visant à contester la validité d’une clause au regard du statut ne seront plus soumises à la prescription biennale.
A titre d'exemples :
- l’action en réputation non écrite de la clause d’indexation est imprescriptible, et d’autre part, que seule la stipulation prohibée doit être réputée non écrite lorsqu’elle est dissociable[Jurisprudences 26]

En principe, l’action tendant à voir déclarer une clause réputée non écrite est imprescriptible, à la différence de l’action en nullité qui est soumise à un délai de prescription biennale.
Par ailleurs, il n’est pas possible, même après la conclusion du contrat, de renoncer au «caractère non écrit» de la clause, celle-ci étant placée hors le champ contractuel. C’est là une différence essentielle avec la clause nulle qui peut faire l’objet d’une renonciation conventionnelle dès lors que celle-ci intervient une fois que le droit à invoquer la nullité est acquis et que la renonciation est sans équivoque.

### Signification par acte extrajudiciaire (Huissier)
Lorsque l'huissier de justice indique dans les actes de signification que le domicile a été confirmé par des voisins, l'acte de signification est régulier.

### Substitution de garanties
La loi Macron no 2014-626 du 18 juin 2014 a élargi le champ d'application de la substitution de garantie, mais aussi clarifié la rédaction de l'article L145-16 al.3 du code de commerce qui distingue maintenant la cession (ou l'apport du fonds) de celui des opérations de restructuration de la société locataire qui emportent transmission du droit au bail.
Le texte fait une référence expresse à  la saisine du tribunal : « En cas de cession ou dans les cas prévus au deuxième alinéa, si l'obligation de garantie ne peut plus être assurée dans les termes de la convention, le tribunal peut y substituer toutes garanties qu'il juge suffisantes. »
Une substitution de garanties peut être demandée au tribunal à l'initiative de l'une ou l'autre partie et aucun délai n'est prévu pour former cette demande.
La décision qui déciderait de cette substitution s'imposera au cessionnaire qui ne pouvant fournir ladite garantie, verra son bail résilié pour violation grave de l'obligation contractuelle de garantie.

## Procédures civiles d'exécution
Aucun texte ne permet au juge de l'exécution d'accorder des délais en matière de baux commerciaux, il dispose donc d'un pouvoir discrétionnaire pour refuser d'accorder des délais,. En revanche, l'octroi d'un délai relève du pouvoir souverain des juges et contraint à une motivation précise.

### Privilège du bailleur
Pour exercer son privilège, le bailleur doit procéder au préalable à des mesures conservatoires afin de sauvegarder son droit sur les meubles. Ce privilège lui confère un droit de préférence sur le prix de vente des meubles grevés mail il ne bénéficie pas d'un droit de rétention.
En application de l'article 511-1 du code des procédures civiles d'exécution, l'autorisation préalable du juge n'est pas nécessaire lorsque le créancier se prévaut d'un titre exécutoire, d'une décision de justice qui n'a pas encore force exécutoire..... ou d'un loyer resté impayé dès lors qu'il résulte d'un contrat écrit de louage d'immeubles (contrat de bail dont bail civil, bail commercial....).

### Expulsion des lieux
Les règles en matière d'expulsion du preneur à bail figurent aux articles L.411-1 à L.451-1 du Code des procédures civiles d'exécution. Les modalités d'application prévues par le décret 92-755 du 31 juillet 1992 ont été codifiées aux articles R 411-1 et suivants du même Code.
Pour dire que la responsabilité du requérant est engagée sur le fondement de l'article L.111-10 du code des procédures civiles d'exécution, l'arrêt a retenu à tort qu'il avait procédé à l'exécution forcée à ses risques et périls d'un arrêt rendu en matière de référé, constituant un titre exécutoire à titre provisoire n'ayant pas statué au fond, alors que la cassation d'un arrêt exécuté ne peut donner lieu qu'à restitution, peu important qu'il ait été rendu en matière de référé.

## Procédures collectives
L’ouverture d’une procédure collective n’est pas sans conséquence sur le Statut puisqu’elle porte atteinte à certaines clauses du bail (résolutoire, solidarité..), expression de la volonté des parties. Deux textes du code de commerce sont principalement concernés, l’article L622-13, I et II, et l’article L622-14 ; le 1er de ces textes vise la poursuite des contrats en général dont le bail, et le second, la résiliation spécifique du bail commercial.

### Procédure proprement dite
L'ouverture d'une procédure collective n'entraîne pas de facto la résiliation du bail. En effet, le preneur poursuit son activité malgré l'engagement d'une procédure en résiliation par le bailleur; toute clause contraire insérée dans le bail sera réputée non-écrite.
Toute clause qui modifierait les conditions de poursuite d'un contrat en cours en diminuant les droits ou en aggravant les obligations du débiteur du seul fait de l'ouverture de la procédure est interdite.
Bien évidemment, les loyers doivent être payés en application des clauses du bail avec une différence selon la procédure concernée :
- conformément aux stipulations contractuelles dans le cadre d'une sauvegarde ;
- au comptant en cas de redressement ou de liquidation judiciaire.

Quant aux autres conditions du bail, il y a lieu à les observer stricto sensu ; sub exemplis, le respect de la destination, le paiement des charges, les clauses de travaux…
Il convient de préciser que l'administrateur ou le liquidateur ont toujours le pouvoir de résilier le bail sans motifs, surtout lorsqu'ils ne disposent pas des fonds nécessaires pour verser les loyers échus ou à échoir.
Quant au bailleur, il peut demander la résiliation du bail mais il convient d'opérer un distinguo entre la sauvegarde et le redressement, et la liquidation judiciaire.

#### Sauvegarde
Résiliation en matière de sauvegarde et le redressement.

#### Redressement judiciaire
Résiliation en matière de sauvegarde et le redressement.

#### Liquidation judiciaire
Résiliation en matière de liquidation judiciaire.

##### Extension
L’extension de la liquidation judiciaire d’une SARL à une SCI qui lui donne des locaux en location est justifiée par l’existence de relations financières anormales entre elles.
A titre d'exemples :
- en cas de hausse anormale du loyer[Jurisprudences 32] ;
- en cas de réduction de la surface louée sans modification du loyer[Jurisprudences 33] ;
- en l’absence de recouvrement de loyers impayés sans contrepartie.

### Acteurs de la procédure

#### Avocat
Sur la question de la convention d'honoraires, l'avocat qui a participé à la négociation entre la société et son bailleur pour mettre fin à leur litige, a droit à un honoraire de résultat, malgré l'absence de convention écrite, lorsque la société, donnant suite à deux lettres de l'avocat relatives à sa rémunération, a proposé le paiement d'un honoraire de résultat ; il s'infère de ces éléments factuels, l'existence d'une convention sur le principe d'un tel honoraire, nonobstant un désaccord sur son montant qui doit conduire le juge de l'honoraire à l'apprécier.

#### Juge commissaire
Étant précisé que l’administrateur ou le liquidateur judiciaire peut décider de résilier le bail en informant le bailleur par lettre recommandée avec accusé de réception. La résiliation intervient alors à la date de réception de la lettre, sans qu’il soit nécessaire de solliciter l’autorisation du juge-commissaire.

##### Constatation de la résiliation du bail
A l'expiration d'un délai de trois mois, l'action en résiliation peut être engagée par le bailleur. Ledit délai de 3 mois court à compter du jugement d'ouverture de la procédure collective, nonobstant un jugement de liquidation ultérieur. Il convient d'entendre ce délai comme s'appliquant à la délivrance de l'assignation, rien n'interdit donc au bailleur de délivrer un commandement de payer à l'intérieur dudit délai.
Lorsque le juge-commissaire est saisi sur le fondement de l'art. L 622-14, 2° code de commerce (pour la sauvegarde) et, sur renvoi de l’art. L 631-14, al. 1, (pour le redressement judiciaire). d'une demande de constat de la résiliation de plein droit du bail, cette procédure est distincte de celle qui tend, en application de l'article L 145-41 du code de commerce, à faire constater l'acquisition de la clause résolutoire stipulée au contrat de bail. 
En conséquence, le bailleur qui demande la seule constatation de cette résiliation de plein droit n’est pas tenu de délivrer le commandement de payer exigé par l’article L 145-41 code de commerce,.

###### Expulsion de l'occupant
Le Juge commissaire  dispose de pouvoirs propres pour constater la résiliation du bail ainsi que sa date, mais il ne peut ni ordonner l’expulsion ni condamner, même à titre provisionnel, au paiement d’un indemnité d’occupation. L’assignation en référés devant le Tribunal de grande instance en expulsion devra obligatoirement suivre l’ordonnance du juge commissaire afin d'obtenir le paiement des indemnités mais surtout le titre d'expulsion.

###### Recours
L'ordonnance en constatation du juge-commissaire peut faire l'objet d'un recours, mais lorsque celle-ci autorisant la vente de gré à gré d'un actif du débiteur (droit au bail) n'a fait l'objet d'aucun recours et donc a acquis force de chose jugée, le cessionnaire, qui ne peut être tenu que dans les termes de son offre, peut néanmoins refuser de signer l'acte de vente, en invoquant un motif légitime, tiré de la non-réalisation des conditions dont il avait pu assortir son offre.

##### Désignation d'un technicien
Dans la situation d'une action en constatation de résiliation à la suite d'un commandement de faire, et en application de l'article L621-9 du code de commerce, lorsque la désignation d'un technicien est nécessaire, le juge-commissaire peut y procéder en vue d'une mission qu'il détermine.Toutefois, la mission confiée en vertu de l'alinéa 2 de ce texte, n'est pas une expertise judiciaire relevant du code de procédure civile mais il conviendra a minima de respecter un minimum de contradictoire ; la Haute Cour a décidé que ce texte ne méconnaissait pas le principe du contradictoire.
Certes, si le rapport du technicien n’a pas à être établi contradictoirement, ll convient qu'il le soit dans l'hypothèse où il viendrait à être utilisé dans une instance ultérieure,.
L'article L811-1 du code de commerce prévoit que l'administrateur judiciaire est tenu de rétribuer sur sa rémunération le tiers auquel il a confié, sur autorisation du président du tribunal, tout ou partie des tâches lui incombant personnellement.
A titre d'exemples :
- ce texte n'est pas applicable lorsque le juge-commissaire désigne un technicien en application de l'article L.621-9 du code de commerce, fût-ce à la requête de l'administrateur, la rémunération du technicien ainsi désigné incombant alors à la procédure collective[Jurisprudences 43].

## Procédure administrative

### Recours à la force publique
Faute d'une autorisation de recours à la force publique, le bailleur n'aura comme recours que de mettre en cause la responsabilité de l'État.
A titre d'exemples :
- À la suite de la résiliation du bail par ordonnance de référés rendue par le tribunal de grande instance, le refus du preneur de quitter les lieux a contraint le bailleur à demander au juge des référés du tribunal administratif sur le fondement de l'article L521-2 du code de justice administrative, d'enjoindre au préfet de lui accorder le concours de la force publique en vue de l'exécution d'une décision de justice ordonnant l'expulsion de la société preneuse des locaux commerciaux qu'elle occupe illicitement. Par ordonnance, le juge des référés du tribunal administratif a rejeté sa demande. Le Conseil d’état a ordonné au préfet de prendre toutes mesures nécessaires afin de procéder à l'expulsion et l’a condamné, en cas d'inexécution de cette injonction au terme du délai, à une astreinte de 250 euros par jour de retard[14].

### Responsabilité de l'état
En règle générale, elle n'est engagée qu'au terme du délai de deux mois après réquisition de la force publique ; l'écoulement de ce délai fera naître une décision implicite de rejet de ladite demande.
A titre d'exemples
- Les propriétaires ne peuvent prétendre à une indemnité au titre de charges qui leur incombaient légalement, telles que la taxe foncière, alors même que le bail prévoyait qu’elles leur seraient remboursées par le locataire ; de même pour le préjudice moral ; le préjudice de jouissance fera l'objet d'une indemnisation[note 20],[15].